# Prie pour moi
Singles de Maska
Drapeau taché de sang
(2014) Rahh
(2014)
Prie pour moi est une chanson du chanteur français Maska en featuring avec Maître Gims, sortie le 9 mai 2014. C'est un extrait de l'album Espace-temps de Maska.

## Classements hebdomadaires
| Classements (2014)              | Meilleure position |
| ------------------------------- | ------------------ |
| France (SNEP)                   | 50                 |
| Belgique (Wallonie Ultratip 50) | 44                 |